# Хофман (Илиноис)
Хофман (енгл. Hoffman) град је у америчкој савезној држави Илиноис.

## Демографија
По попису из 2010. године број становника је 508, што је 48 (10,4%) становника више него 2000. године.
| Група             | 2000.       | 2010.       |
| Белци             | 450 (97,8%) | 491 (96,7%) |
| Афроамериканци    | 1 (0,2%)    | 4 (0,8%)    |
| Азијати           | 2 (0,4%)    | 0 (0,0%)    |
| Хиспаноамериканци | 2 (0,4%)    | 11 (2,2%)   |
| Укупно            | 460         | 508         |